# Miguel Barzuna Sauma
Miguel Barzuna Sauma (1929-1992) fue un empresario costarricense de ascendencia libanesa. 
Hijo de Jose Barzuna Sauma y Margarita Sauma Tajan, tuvo seis hermanos. Se casó con Aida Castro Romagoza y tuvo cinco hijos, Patricia Barzuna Castro, Irene Barzuna Castro, Jose Miguel Barzuna Castro, Mario Barzuna Castro y Mauricio Barzuna Castro.
Barzuna compitió como precandidato presidencial contra Rodrigo Carazo Odio en la Convención Nacional de la Coalición Unidad de 1977, resultando derrotado por estrecho margen.
Fundó junto a otros empresarios, como Rodrigo y José María Crespo, Francisco Peña y Edgar Jiménez el Cariari Country Club de Costa Rica inaugurándolo en 1973 sobre una propiedad comprada conjuntamente años antes. En 1976, la Bolsa de Valores de Costa Rica Falleció el 16 de junio de 1992